# Škoda 706 RT
Der Škoda 706 RT war ein Lastkraftwagen des tschechoslowakischen Nutzfahrzeugherstellers LIAZ. Er entstand aus dem Lkw Škoda 706 R.

## Konstruktion

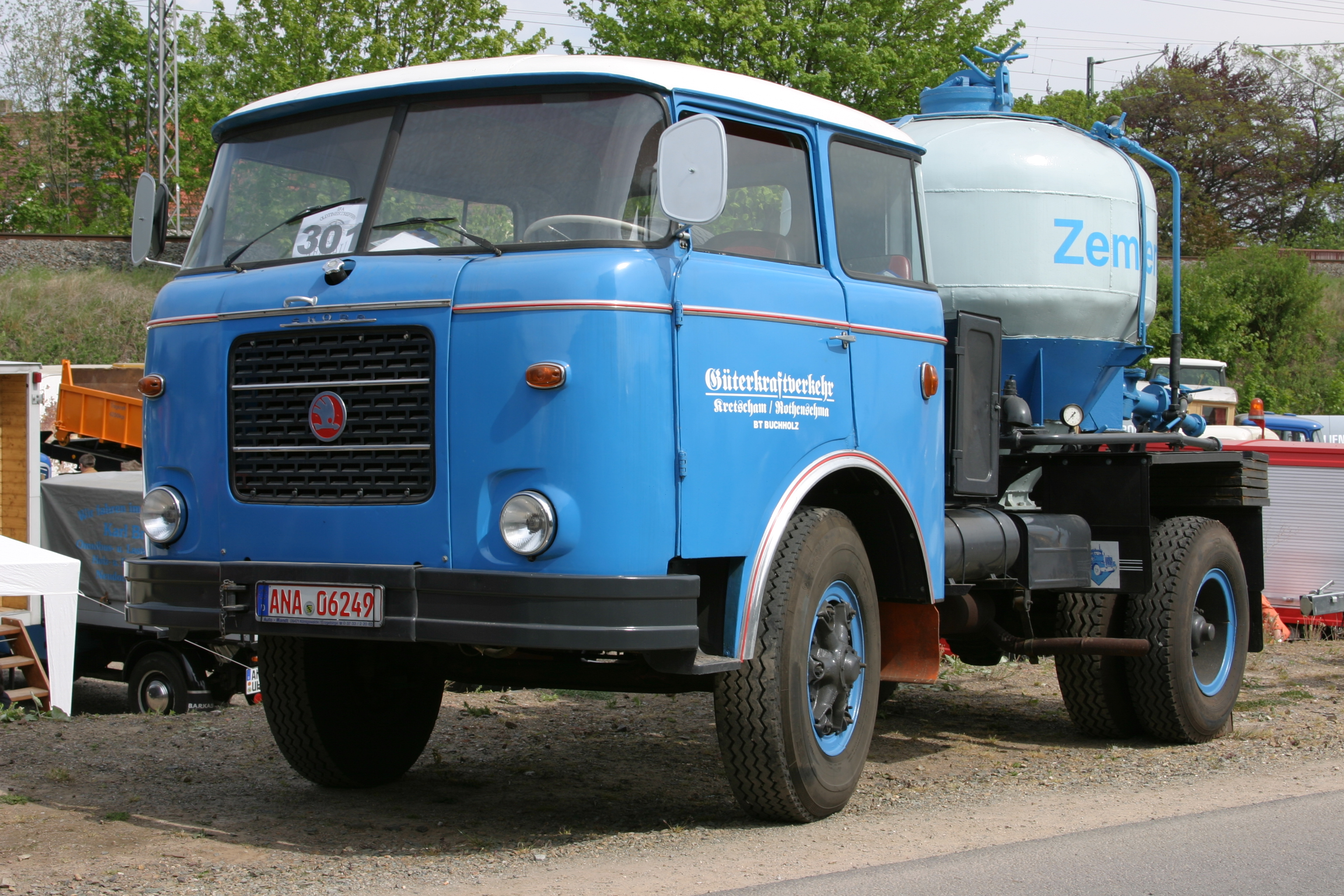
Škoda 706 RT mit Siloaufbau

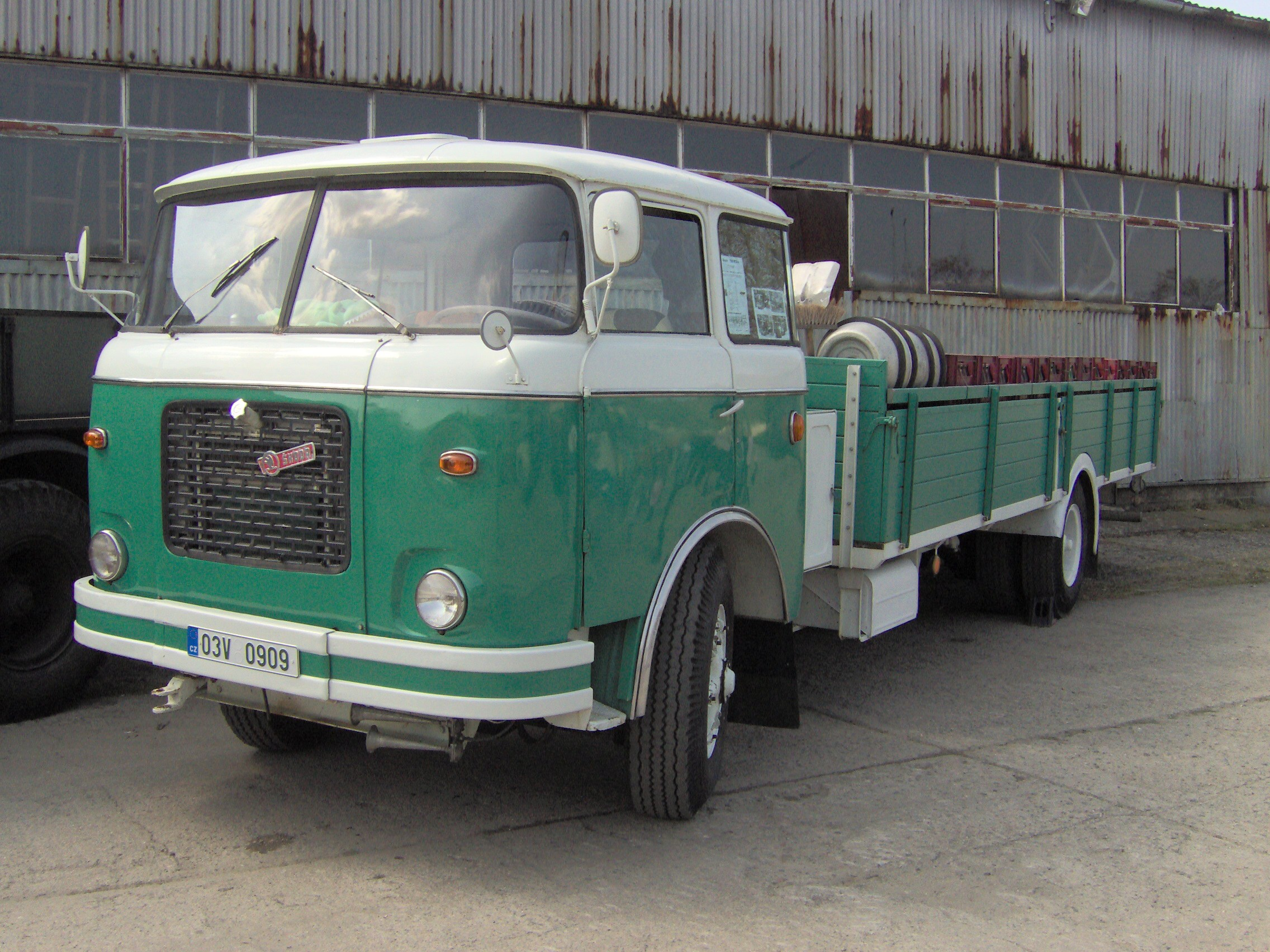
Škoda 706 RTD mit Pritschenaufbau

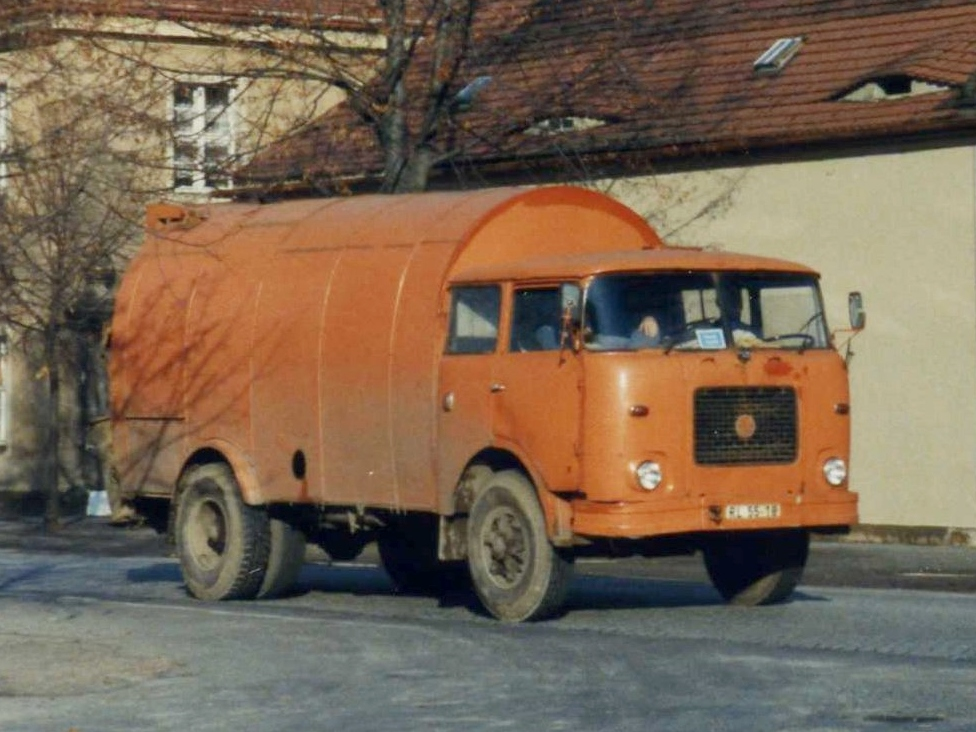
Škoda 706 RTK als Müllwagen

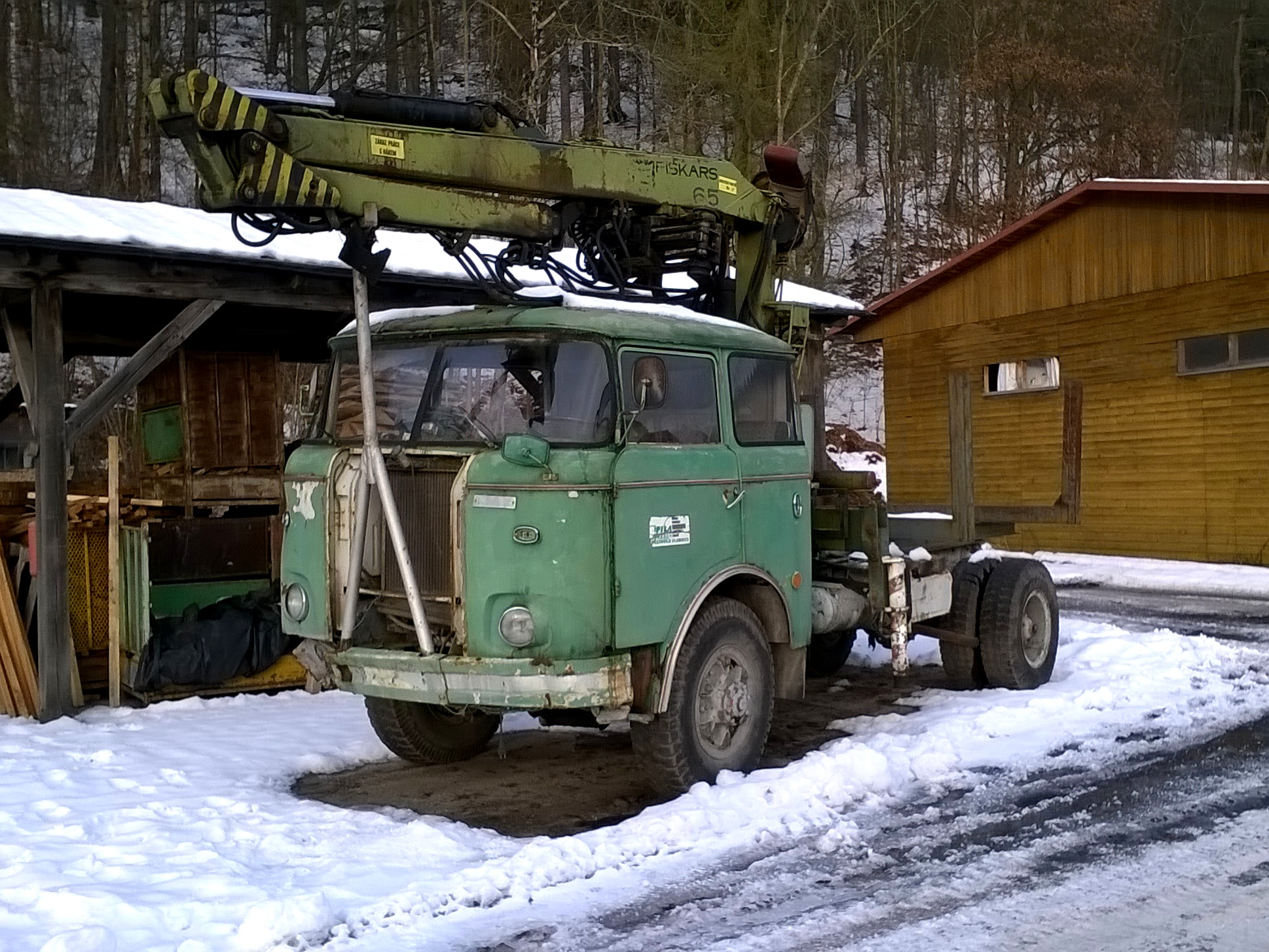
Škoda 706 RTP als Langholztransporter

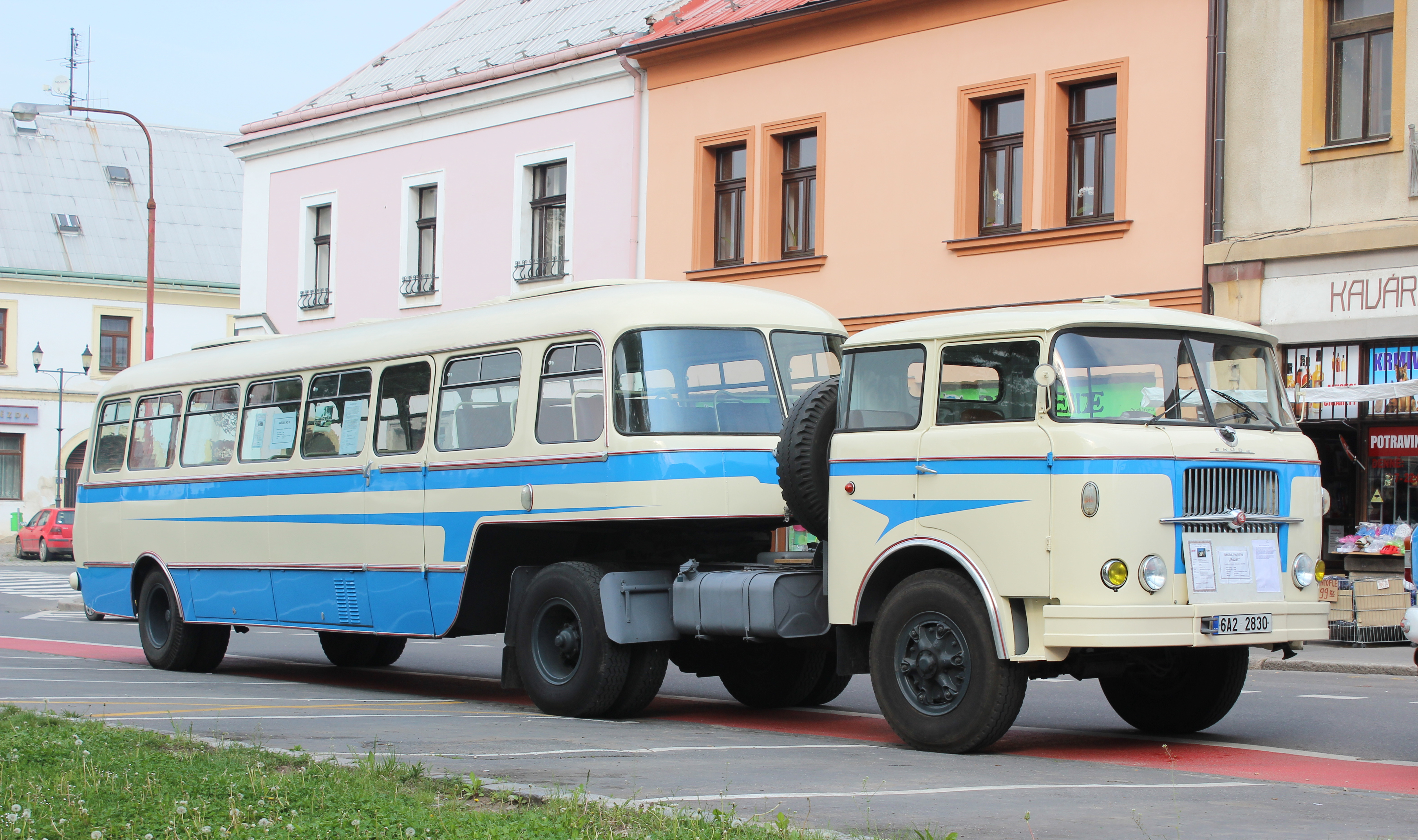
Škoda 706 RTTN mit Busauflieger Karosa NO80

Der Leiterrahmen des Škoda 706 R wurde verkürzt, da statt des bisherigen Langhauberaufbaus ein Frontlenkeraufbau zum Einsatz kam. Das Fahrerhaus war nicht kippbar, der Zugang zum Motor wurde über Klappen hergestellt. Als Antrieb diente der Motor Škoda 706 RT. Er wurde aus dem Wirbelkammermotor des Škoda 706 R abgeleitet. Der Motor, ein Sechszylinder-Dieselmotor mit Direkteinspritzung, hatte einen Hubraum von 11,78 l und bot eine Leistung von 160 PS. Mit dem neuen Motor konnten Leistung und Zuverlässigkeit erhöht werden. Vervollständigt wurde die Antriebseinheit durch eine Einscheibentrockenkupplung und ein unsynchronisiertes Fünfganggetriebe. Der Motor war im Chassis über der Vorderachse positioniert. Die Hinterachse wurde über eine einteilige Kardanwelle angetrieben. Zum Einsatz kamen blattgefederte Starrachsen mit Hebelstoßdämpfer. Verzögert wurde das Fahrzeug mit pneumatisch betätigten Bremsen an allen Rädern, die durch eine Motorbremse unterstützt wurden. Ebenfalls vorhanden war eine mechanische Feststellbremse aber keine Federspeicher. Die Lenkung war teilweise mit pneumatischer Unterstützung. Die Reifen waren auf Trilex-Felgen aufgezogen. Bei einer Fahrzeugmasse von ungefähr 9 t betrug die zulässige Gesamtmasse ca. 16 t.
Für das Fahrzeug wurden verschiedene Aufbauten hergestellt, für die der Radstand des Chassis angepasst wurde. Weit verbreitet waren Dreiseitenkipper, Pritschenwagen und Sattelzugmaschinen, aber auch Spezialaufbauten wie Müllwagen, Wassertankwagen und Löschfahrzeuge. Das Führerhaus für die Pritschenwagen, Zugmaschinen sowie einige Spezialaufbauten war verlängert und hatte vier Sitzplätze. Das Fahrzeug wurde ab 1957 in die DDR importiert und bestimmte in den 1960er Jahren das dortige Straßenbild, nachdem die Produktion schwerer Lkw in der DDR eingestellt worden war.
Aus dem Škoda 706 RT wurde der Omnibus Škoda 706 RTO abgeleitet.
Ab 1960 produzierte die China National Heavy Duty Truck Group (Sinotruk) Chinas ersten schweren LKW, den Huanghe JN150, der ein Nachbau des Škoda 706 RT war.

## Modellversionen
Mit Stand 1966 wurden folgende Versionen des Fahrzeugs vom Hersteller angeboten:
- Škoda 706 RT – Pritschenwagen oder Fahrgestell mit Fahrerhaus.
- Škoda 706 RT 3 – Wie RT, jedoch mit zusätzlichem Schnellgang.
- Škoda 706 RTC – Pritschenwagen mit Zollverschluss.
- Škoda 706 RTC 3 – Pritschenwagen mit Zollverschluss und Schnellgang.
- Škoda 706 RTS – Kipper oder Kipperfahrgestell mit Fahrerhaus.
- Škoda 706 RTS 1 – „Schnellkipper“ (beschleunigte Entleerungszeit der Mulde) oder Fahrgestell des Schnellkippers, jeweils mit Differentialsperre.
- Škoda 706 RTS 2 – Wie RTS 1, jedoch mit kurzem, zweisitzigen Fahrerhaus.
- Škoda 706 RTSP 2 – Wie RTS 1, jedoch zusätzlich mit Allradantrieb.
- Škoda 706 RTO – Omnibus oder Omnibusfahrgestell, siehe dort.
- Škoda 706 RTH – Fahrgestell mit Fahrerhaus für Sprengwagen.
- Škoda 706 RTH 1 – Wie RTH, jedoch zusätzlich mit Differenzialsperre.
- Škoda 706 RTHP – Wie RTH 1, jedoch mit Allradantrieb.
- Škoda 706 RTHP 3 – Wie RTHP, jedoch zusätzlich mit Schnellgang.
- Škoda 706 RTK – Fahrgestell und Fahrerhaus für Müllwagen.
- Škoda 706 RTTN – Sattelzugmaschine mit Fahrerhaus.
- Škoda 706 RTTN 3 – Wie RTTN, jedoch mit Schnellgang.
- Škoda 706 RTDV – Pritschenwagen bzw. Fahrgestell mit zusätzlicher, nicht angetriebener Hinterachse (6×2).
- Škoda 706 RTOB – Mit Aufbau zum Transport von Schweinen.
- Škoda 706 RTD – Lastwagen mit Tiefladerrahmen.

## Technische Daten
Die folgenden technischen Daten gelten für die Grundversion mit Pritsche (Škoda 706 RT) von 1966.
- Motor: Reihensechszylinder-Dieselmotor
- Motortyp: Š 706 RT
- Leistung: 160 PS (118 kW) bei 1750/min
- Max. Drehmoment: 687 Nm
- spezifischer Kraftstoffverbrauch: 170 g/PSh (231 g/kWh) bei max. Drehmoment
- Bohrung: 125 mm
- Hub: 160 mm
- Hubraum: 11.781 cm³
- Verdichtung: 16,5:1
- Tankinhalt: 175 l (auf Wunsch 2×175 l)
- Bordspannung: 24 V
- Batterie: 2×165 Ah, 12 V
- Lichtmaschine: 24 V, 300 W
- Anlasser: 24 V, 6 PS
- Reifengröße: 11,00–20"

Abmessungen und Gewichte
- Breite: 2350 mm
- Länge: 7600 mm
- Höhe: 2500 mm
- minimale Bodenfreiheit: 280 mm
- Radstand: 4000 mm
- Spurweite vorne: 1927 mm
- Spurweite hinten: 1755 mm
- Leergewicht: 5900 kg
- zulässiges Gesamtgewicht: 15.000 kg
- Innenmaße der Ladefläche (L×B×H): 5000×2245×500 mm
- kleinster Wendekreis: 16,5 m